# Susannah York
Susannah York (9. siječnja 1939. – 15. siječnja 2011.) je bila britanska filmska, televizijska i kazališna glumica. Nagrađena je BAFTA-om u kategoriji "najbolje sporedne glumice" za film "I konje ubijaju, zar ne?", te je za isti film nominirana za nagrade Oscar i Zlatni globus.